# Nowy Skazdub
Nowy Skazdub – wieś w Polsce położona w województwie podlaskim, w powiecie suwalskim, w gminie Bakałarzewo.
| SIMC    | Nazwa        | Rodzaj    |
| ------- | ------------ | --------- |
| 1012962 | Poprzeczniak | część wsi |

W latach 1975–1998 miejscowość administracyjnie należała do województwa suwalskiego.
Najstarsza znana wzmianka dotycząca Nowego Skazduba pochodzi z 27.03.1920 roku.
W 1921 roku Skazdub Nowy liczył 32 domy 192 mieszkańców.
Podczas II wojny światowej kilku mieszkańców Nowego Skazduba służyło w Armii Krajowej. Na przełomie 1944 i 1945 roku prowadzono to dość silne walki niemiecko-sowieckie. Założono w związku z tym cmentarz na około 100 ciał. W 1945 roku było tu 29 domów i 167 mieszkańców. W 1973 roku wieś włączono do gminy Bakałarzewo. 